# Туре Андре Флу
Ту́ре А́ндре Флу (норв. Tore Andre Flo, нар. 15 червня 1973, Стрюн) — норвезький футболіст, що грав на позиції нападника зокрема за лондонське «Челсі» та національну збірну Норвегії. Після завершення ігрової кар'єри — тренер.
Його брати Юстейн Флу, Ярл Флу та двоюрідний брат Говар Флу також футболісти.

## Клубна кар'єра
Розочавши кар'єру в клубі з рідного міста, форвард в 1993 році переїхав в «Соґндал», де вже грали його старші брати — Йостейн Флу та Ярл Флу. За два сезони Туре-Андре забив 21 гол в 44 іграх, а коли «Согндаль» залишив еліту, перейшов в «Тромсе». 18 голів нападника в 26 іграх сезону 1995 привернули увагу тренерів як національної збірної, так і низки сильніших клубів. Для початку Туре-Андре переїхав в Берген, де півтора сезони грав за «Бранн», продовжуючи демонструвати непогану результативність. Втім, гра його в останні місяці перебування в команді викликала незадоволення вболівальників, які вважали, що думками він вже не в Норвегії. Підставами для цього був інтерес збоку лондонського «Челсі».
В підсумку нападник норвезької збірної дістався лондонцям лише за 300 тисяч фунтів. Це пояснювалося тим, що згідно з «правилом Босмана», в кінці 1997 року Туре-Андре міг покинути «Бранн» зовсім без компенсації. У першому ж своєму матчі у прем'єр-лізі Флу відзначився голом, і надалі регулярно виходив в основному складі лондонського клубу. Сезон 1997—98 став для «Челсі» дуже вдалим — клуб завоював 4-е місце в чемпіонаті, Кубок англійської ліги, а також Кубок володарів кубків. У наступному році результативність Фло дещо знизилася (10 голів проти 15 роком раніше), його місце в основі на деякий час переходило до П'єрлуїджі Казірагі, проте клуб завоював 3-є місце і право участі в Лізі чемпіонів.
Сезон 1999—00 став одним з найуспішніших у кар'єрі Флу. Він забив 19 голів за «Челсі», допоміг клубу виграти Кубок Англії і дійти до чвертьфіналу Ліги Чемпіонів, де в пам'ятних матчах проти «Барселони» забив два м'ячі вдома і один на виїзді (зустрічі закінчилися з рахунком 3:1 і 1:5 відповідно). Втім, у міжсезоння 2000 року «Челсі» придбав Джиммі Флойда Гассельбайнка і Ейдура Гудйонсена, Туре-Андре знову опинився на лаві запасних і негайно попросив виставити його на трансфер.
Зігравши за лондонців 163 гри в чемпіонаті (включно з 69 виходами на заміну) і забивши 50 м'ячів, у листопаді 2000 року Флу перейшов в «Рейнджерс». Трансфер розміром 12 мільйонів фунтів став найдорожчим за всю історію для норвезьких футболістів та чемпіонату Шотландії, а також найприбутковішим для «Челсі» (останнє досягнення в 2007 році побив Ар'єн Роббен). Флу забив у першому ж матчі, в якому «Рейнджерс» розгромив своїх головних суперників з «Селтіка» з рахунком 5:1, і в новому чемпіонаті знов став демонструвати результативність, порівнянну з тією, що в нього була в Норвегії. Втім, для вимогливих шотландських уболівальників навіть цього було мало, враховуючи суму, в яку скандинав обійшовся клубу з Глазго.
Надовго Флу в Шотландії не затримався. «Сандерленд» намагався знайти заміну Ніаллу Квінну, тому в останній день трансферного вікна перед сезоном 2002—03 за 10 мільйонів викупив трансфер Туре-Андре у «Рейнджерса». Флу бачили на місці стовпа поруч з в'юнким Кевіном Філліпсом, однак ця роль не повністю йому підходила. Знову забивши в дебютному матчі проти «Манчестер Юнайтед», незабаром Флу втратив довіру тренерів і свою гру і так до кінця сезону не зміг їх знайти — на його рахунку виявилося лише 4 м'ячі в 29 іграх прем'єр-ліги. «Сандерленд» вилетів і в рамках погашення боргів розірвав контракт з нападником.
Два роки після цього Флу відіграв в італійській «Сієні», де проявив себе вельми корисним гравцем, хоча як і раніше забивав порівняно мало (13 голів в 63 матчах). Незважаючи на довіру тренерів, справи Туре-Андре на півдні Європи складалися не зовсім добре — його родина воліла жити у Великій Британії. У 2005 році Фло був близький до переходу в «Квінз Парк Рейнджерс», однак замість цього опинився на батьківщині у «Волерензі». Півтора сезону, проведені в Осло, Флу переслідували травми, голи він забивав достатньо рідко, тому контракт з ним у результаті не був продовжений.
Наступним клубом норвежця став «Лідс Юнайтед» , очолюваний Деннісом Вайсом, колишнім партнером Флу по «Челсі» . Півтора року в «Лідсі» виявилися важкими для норвежця та клубу — «Лідс» вилетів навіть із другого дивізіону, Туре-Андре знову виявився жертвою травм, він мало грав і забивав (23 гри і 4 м'ячі). У результаті 11 березня 2008 Флу оголосив про завершення футбольної кар'єри.
Проте 21 листопада 2008 року було оголошено про повернення Туре-Андре в футбол — в команду «Мілтон Кінс Донс». Флу справді підписав контракт до кінця сезону. Виступ за клуб вдалим не вийшло, Флу так і не забив жодного голу. 19 травня 2009 року контракт був розірваний.
У березні 2011 року оголосив про повернення до футболу, підписавши контракт із «Соґндалом». Остаточно завершив ігрову кар'єру наступного 2012 року.

### Виступи за збірну
Дебютувавши у збірній Норвегії в 1995 році, Флу зіграв за неї 76 ігор і забив 23 м'ячів. Піком його кар'єри в національній команді стала вольова перемога над збірною Бразилії в 1998 році, завдяки якій норвежці вийшли в плей-офф чемпіонату світу 1998 (у тому матчі Флу забив перший із двох голів своєї збірної). Флу закінчив виступати за збірну в 2004 році, бажаючи мати можливість приділяти більше часу сім'ї.

## Кар'єра тренера
Протягом 2013–2017 років тренував одну з молодіжних команд «Челсі».
Паралельно 2014 року працював помічником головного тренера юнацької збірної Норвегії U-18.

## Статистика виступів

### Статистика клубних виступів
| Сезон                    | Клуб                     | Чемпіонат                | Чемпіонат | Чемпіонат | Національний кубок | Національний кубок | Національний кубок | Континентальні кубки | Континентальні кубки | Континентальні кубки | Суперкубки | Суперкубки | Суперкубки | Усього | Усього |
| Сезон                    | Клуб                     | Ліга                     | Ігор      | Голів     | Ліга               | Ігор               | Голів              | Ліга                 | Ігор                 | Голів                | Ліга       | Ігор       | Голів      | Ігор   | Голів  |
| ------------------------ | ------------------------ | ------------------------ | --------- | --------- | ------------------ | ------------------ | ------------------ | -------------------- | -------------------- | -------------------- | ---------- | ---------- | ---------- | ------ | ------ |
| 1993                     | «Согндал»                | 1D                       | 22        | 16        | КН                 | ?                  | ?                  | -                    | -                    | -                    | -          | -          | -          | 22+    | 16+    |
| 1994                     | «Согндал»                | ЕС                       | 22        | 5         | КН                 | ?                  | ?                  | -                    | -                    | -                    | -          | -          | -          | 22+    | 5+     |
| 1995                     | «Тромсе»                 | ЕС                       | 26        | 18        | КН                 | ?                  | ?                  | КІ                   | 2+                   | 4                    | -          | -          | -          | ?      | 22+    |
| 1996                     | «Бранн»                  | ЕС                       | 24        | 19        | КН                 | ?                  | ?                  | КЧ                   | 6+                   | 2+                   | -          | -          | -          | 30+    | 21+    |
| 1997                     | «Бранн»                  | ЕС                       | 16        | 9         | КН                 | ?                  | ?                  | -                    | -                    | -                    | -          | -          | -          | 16+    | 9+     |
| Усього за «Бранн»        | Усього за «Бранн»        | Усього за «Бранн»        | 40        | 28        |                    | ?                  | ?                  |                      | 6+                   | 2+                   |            | -          | -          | 46+    | 30+    |
| 1997–98                  | «Челсі»                  | ПЛ                       | 34        | 11        | КА+КЛ              | 1+4                | 0+2                | КЧ                   | 5                    | 2                    | СА         | 0          | 0          | 44     | 15     |
| 1998–99                  | «Челсі»                  | ПЛ                       | 30        | 10        | КА+КЛ              | 3+3                | 0+1                | КЧ                   | 8                    | 2                    | СУ         | 1          | 0          | 45     | 13     |
| 1999–00                  | «Челсі»                  | ПЛ                       | 34        | 10        | КА+КЛ              | 6+1                | 1+0                | ЛЧ                   | 16                   | 8                    | -          | -          | -          | 57     | 19     |
| 2000–01                  | «Челсі»                  | ПЛ                       | 14        | 3         | КА+КЛ              | 0+1                | 0                  | КУЄФА                | 2                    | 0                    | СА         | 0          | 0          | 17     | 3      |
| Усього за «Челсі»        | Усього за «Челсі»        | Усього за «Челсі»        | 112       | 34        |                    | 19                 | 4                  |                      | 31                   | 12                   |            | 1          | 0          | 163    | 50     |
| 2000–01                  | «Рейнджерс»              | ШПЛ                      | 19        | 11        | КШ+КШЛ             | 2+1                | 2+0                | ЛЧ+КУЄФА             | 0                    | 0                    | -          | -          | -          | 22     | 13     |
| 2001–02                  | «Рейнджерс»              | ШПЛ                      | 30        | 18        | КШ+КШЛ             | 3+2                | 2+1                | ЛЧ+КУЄФА             | 7                    | 1                    | -          | -          | -          | 42     | 22     |
| 2002–03                  | «Рейнджерс»              | ШПЛ                      | 4         | 0         | КШ+КШЛ             | 0                  | 0                  | КУЄФА                | 0                    | 0                    | -          | -          | -          | 4      | 0      |
| Усього за «Рейнджерс»    | Усього за «Рейнджерс»    | Усього за «Рейнджерс»    | 53        | 29        |                    | 8                  | 5                  |                      | 7                    | 1                    |            | -          | -          | 68     | 35     |
| 2002–03                  | «Сандерленд»             | ПЛ                       | 29        | 4         | КА+КЛ              | 2+1                | 0+2                | -                    | -                    | -                    | -          | -          | -          | 32     | 6      |
| 2003–04                  | «Сієна»                  | A                        | 33        | 8         | КІ                 | 4                  | 0                  | -                    | -                    | -                    | -          | -          | -          | 37     | 8      |
| 2004–05                  | «Сієна»                  | A                        | 30        | 5         | КІ                 | 2                  | 2                  | -                    | -                    | -                    | -          | -          | -          | 32     | 7      |
| Усього за «Сієну»        | Усього за «Сієну»        | Усього за «Сієну»        | 63        | 13        |                    | 6                  | 2                  |                      | -                    | -                    |            | -          | -          | 69     | 15     |
| 2005                     | «Волеренга»              | ЕС                       | 8         | 0         | КН                 | 2                  | 0                  | ЛЧ+КУЄФА             | 3+2                  | 2+0                  | -          | -          | -          | 15     | 2      |
| 2006                     | «Волеренга»              | ЕС                       | 16        | 4         | КН                 | 2                  | 0                  | ЛЧ                   | 1                    | 0                    | -          | -          | -          | 19     | 4      |
| Усього за «Волеренгу»    | Усього за «Волеренгу»    | Усього за «Волеренгу»    | 24        | 4         |                    | 4                  | 0                  |                      | 6                    | 2                    |            | -          | -          | 34     | 6      |
| 2006–07                  | «Лідс Юнайтед»           | ЧФЛ                      | 1         | 1         | КА+КЛ              | 1+0                | 0                  | -                    | -                    | -                    | -          | -          | -          | 2      | 1      |
| 2007–08                  | «Лідс Юнайтед»           | ФЛ1                      | 22        | 3         | КА+КЛ              | 0                  | 0                  | -                    | -                    | -                    | -          | -          | -          | 22     | 3      |
| Усього за «Лідс Юнайтед» | Усього за «Лідс Юнайтед» | Усього за «Лідс Юнайтед» | 23        | 4         |                    | 1                  | 0                  |                      | -                    | -                    |            | -          | -          | 24     | 4      |
| 2008–09                  | «Мілтон-Кінс Донс»       | ФЛ1                      | 13        | 0         | КА+КЛ              | 0                  | 0                  | -                    | -                    | -                    | -          | -          | -          | 13     | 0      |
| 2011                     | «Согндал»                | ЕС                       | 9         | 2         | КН                 | 0                  | 0                  | -                    | -                    | -                    | -          | -          | -          | 9      | 2      |
| 2012                     | «Согндал»                | ЕС                       | 13        | 0         | КН                 | 1                  | 0                  | -                    | -                    | -                    | -          | -          | -          | 14     | 0      |
| Усього за «Согндал»      | Усього за «Согндал»      | Усього за «Согндал»      | 66        | 23        |                    | 1+                 | 0+                 |                      | -                    | -                    |            | -          | -          | 67+    | 23+    |
| Усього за кар'єру        | Усього за кар'єру        | Усього за кар'єру        | 449       | 157       |                    | 42+                | 13+                |                      | 52+                  | 21+                  |            | 1          | 0          | 544+   | 191+   |

### Статистика виступів за збірну
| Дата       | Місто             | Господарі            | Результат | Гості             | Турнір               | Голи | Примітки |
| ---------- | ----------------- | -------------------- | --------- | ----------------- | -------------------- | ---- | -------- |
| 11-10-1995 | Осло              | Норвегія             | 0 – 0     | Англія            | товариський матч     | -    |          |
| 15-11-1995 | Роттердам         | Нідерланди           | 3 – 0     | Норвегія          | Відбір до ЧЄ 1996    | -    |          |
| 26-11-1995 | Кінгстон (Ямайка) | Ямайка               | 1 – 1     | Норвегія          | товариський матч     | -    |          |
| 29-11-1995 | Порт-оф-Спейн     | Тринідад і Тобаго    | 3 – 2     | Норвегія          | товариський матч     | 1    |          |
| 7-2-1996   | Лас-Пальмас       | Іспанія              | 1 – 0     | Норвегія          | товариський матч     | -    |          |
| 2-6-1996   | Осло              | Норвегія             | 5 – 0     | Азербайджан       | Відбір до ЧС 1998    | -    |          |
| 1-9-1996   | Осло              | Норвегія             | 1 – 0     | Грузія            | товариський матч     | -    |          |
| 10-11-1996 | Берн              | Швейцарія            | 0 – 1     | Норвегія          | Відбір до ЧС 1998    | -    |          |
| 18-1-1997  | Мельбурн          | Норвегія             | 0 – 1     | Південна Корея    | товариський матч     | -    |          |
| 22-1-1997  | Брисбен           | Норвегія             | 3 – 0     | Нова Зеландія     | товариський матч     | -    |          |
| 25-1-1997  | Сідней            | Австралія            | 1 – 0     | Норвегія          | товариський матч     | -    |          |
| 29-3-1997  | Дубай (місто)     | ОАЕ                  | 1 – 4     | Норвегія          | товариський матч     | 3    |          |
| 30-4-1997  | Осло              | Норвегія             | 1 – 1     | Фінляндія         | Відбір до ЧС 1998    | -    |          |
| 30-5-1997  | Осло              | Норвегія             | 4 – 2     | Бразилія          | товариський матч     | 2    |          |
| 8-6-1997   | Будапешт          | Угорщина             | 1 – 1     | Норвегія          | Відбір до ЧС 1998    | -    |          |
| 20-7-1997  | Рейк'явік         | Ісландія             | 1 – 0     | Норвегія          | товариський матч     | -    |          |
| 20-8-1997  | Гельсінкі         | Фінляндія            | 0 – 4     | Норвегія          | Відбір до ЧС 1998    | 1    |          |
| 6-9-1997   | Баку              | Азербайджан          | 0 – 1     | Норвегія          | Відбір до ЧС 1998    | 1    |          |
| 10-9-1997  | Осло              | Норвегія             | 5 – 0     | Швейцарія         | Відбір до ЧС 1998    | 1    |          |
| 8-10-1997  | Осло              | Норвегія             | 0 – 0     | Колумбія          | товариський матч     | -    |          |
| 25-2-1998  | Марсель           | Франція              | 3 – 3     | Норвегія          | Відбір до ЧС 1998    | 1    |          |
| 25-3-1998  | Брюссель          | Бельгія              | 2 – 2     | Норвегія          | товариський матч     | -    |          |
| 22-4-1998  | Копенгаген        | Данія                | 0 – 2     | Норвегія          | товариський матч     | 1    |          |
| 20-5-1998  | Осло              | Норвегія             | 5 – 2     | Мексика           | товариський матч     | -    |          |
| 27-5-1998  | Молде             | Норвегія             | 6 – 0     | Саудівська Аравія | товариський матч     | 1    |          |
| 10-6-1998  | Монпельє          | Марокко              | 2 – 2     | Норвегія          | ЧС 1998 - 1-й етап   | -    |          |
| 16-6-1998  | Бордо             | Норвегія             | 1 – 1     | Шотландія         | ЧС 1998 - 1-й етап   | -    |          |
| 23-6-1998  | Марсель           | Норвегія             | 2 – 1     | Бразилія          | ЧС 1998 - 1-й етап   | 1    |          |
| 27-6-1998  | Марсель           | Норвегія             | 0 – 1     | Італія            | ЧС 1998 - 1/8 фіналу | -    |          |
| 19-8-1998  | Осло              | Норвегія             | 0 – 0     | Румунія           | товариський матч     | -    |          |
| 6-9-1998   | Осло              | Норвегія             | 1 – 3     | Латвія            | Відбір до ЧЄ 2000    | -    |          |
| 10-10-1998 | Любляна           | Словенія             | 1 – 2     | Норвегія          | Відбір до ЧЄ 2000    | 1    |          |
| 14-10-1998 | Осло              | Норвегія             | 2 – 2     | Албанія           | Відбір до ЧЄ 2000    | -    |          |
| 18-11-1998 | Каїр              | Єгипет               | 1 – 1     | Норвегія          | товариський матч     | 1    |          |
| 28-4-1999  | Тбілісі           | Грузія               | 1 – 4     | Норвегія          | Відбір до ЧЄ 2000    | 2    |          |
| 20-5-1999  | Осло              | Норвегія             | 6 – 0     | Ямайка            | товариський матч     | 2    |          |
| 30-5-1999  | Осло              | Норвегія             | 1 – 0     | Грузія            | Відбір до ЧЄ 2000    | -    |          |
| 5-6-1999   | Тирана            | Албанія              | 1 – 2     | Норвегія          | Відбір до ЧЄ 2000    | 1    |          |
| 18-8-1999  | Осло              | Норвегія             | 1 – 0     | Литва             | товариський матч     | -    |          |
| 4-9-1999   | Осло              | Норвегія             | 1 – 0     | Греція            | Відбір до ЧЄ 2000    | -    |          |
| 8-9-1999   | Осло              | Норвегія             | 4 – 0     | Словенія          | Відбір до ЧЄ 2000    | -    |          |
| 9-10-1999  | Рига              | Латвія               | 1 – 2     | Норвегія          | Відбір до ЧЄ 2000    | 1    |          |
| 14-11-1999 | Осло              | Норвегія             | 0 – 1     | Німеччина         | товариський матч     | -    |          |
| 23-2-2000  | Стамбул           | Туреччина            | 0 – 2     | Норвегія          | товариський матч     | -    |          |
| 29-3-2000  | Лугано            | Швейцарія            | 2 – 2     | Норвегія          | товариський матч     | -    |          |
| 26-4-2000  | Осло              | Норвегія             | 0 – 2     | Бельгія           | товариський матч     | -    |          |
| 27-5-2000  | Осло              | Норвегія             | 2 – 0     | Словаччина        | товариський матч     | -    |          |
| 3-6-2000   | Осло              | Норвегія             | 1 – 0     | Італія            | товариський матч     | -    |          |
| 13-6-2000  | Роттердам         | Іспанія              | 0 – 1     | Норвегія          | ЧЄ 2000 - 1-й етап   | -    |          |
| 18-6-2000  | Льєж              | Югославія            | 1 – 0     | Норвегія          | ЧЄ 2000 - 1-й етап   | -    |          |
| 21-6-2000  | Арнем             | Словенія             | 0 – 0     | Норвегія          | ЧЄ 2000 - 1-й етап   | -    |          |
| 2-9-2000   | Осло              | Норвегія             | 0 – 0     | Вірменія          | Відбір до ЧС 2002    | -    |          |
| 7-10-2000  | Кардіфф           | Уельс                | 1 – 1     | Норвегія          | Відбір до ЧС 2002    | -    |          |
| 11-10-2000 | Осло              | Норвегія             | 0 – 1     | Україна           | Відбір до ЧС 2002    | -    |          |
| 24-3-2001  | Осло              | Норвегія             | 2 – 3     | Польща            | Відбір до ЧС 2002    | -    |          |
| 28-3-2001  | Мінськ            | Білорусь             | 2 – 1     | Норвегія          | Відбір до ЧС 2002    | -    |          |
| 25-4-2001  | Осло              | Норвегія             | 2 – 1     | Болгарія          | товариський матч     | -    |          |
| 15-8-2001  | Осло              | Норвегія             | 1 – 1     | Туреччина         | товариський матч     | -    |          |
| 6-10-2001  | Єреван            | Вірменія             | 1 – 4     | Норвегія          | Відбір до ЧС 2002    | -    |          |
| 13-2-2002  | Брюссель          | Бельгія              | 1 – 0     | Норвегія          | товариський матч     | -    |          |
| 27-3-2002  | Туніс (місто)     | Туніс                | 0 – 0     | Норвегія          | товариський матч     | -    |          |
| 17-4-2002  | Осло              | Норвегія             | 0 – 0     | Швеція            | товариський матч     | -    |          |
| 20-11-2002 | Відень            | Австрія              | 0 – 1     | Норвегія          | товариський матч     | -    |          |
| 2-4-2003   | Люксембург        | Люксембург           | 0 – 2     | Норвегія          | Відбір до ЧЄ 2004    | -    |          |
| 30-4-2003  | Дублін            | Ірландія             | 1 – 0     | Норвегія          | товариський матч     | -    |          |
| 22-5-2003  | Осло              | Норвегія             | 2 – 0     | Фінляндія         | товариський матч     | 1    |          |
| 7-6-2003   | Копенгаген        | Данія                | 1 – 0     | Норвегія          | Відбір до ЧЄ 2004    | -    |          |
| 11-6-2003  | Осло              | Норвегія             | 1 – 1     | Румунія           | Відбір до ЧЄ 2004    | -    |          |
| 6-9-2003   | Зениця            | Боснія і Герцеговина | 1 – 0     | Норвегія          | Відбір до ЧЄ 2004    | -    |          |
| 10-9-2003  | Осло              | Норвегія             | 0 – 1     | Португалія        | товариський матч     | -    |          |
| 11-10-2003 | Осло              | Норвегія             | 1 – 0     | Люксембург        | Відбір до ЧЄ 2004    | 1    |          |
| 15-11-2003 | Валенсія          | Іспанія              | 2 – 1     | Норвегія          | Відбір до ЧЄ 2004    | -    |          |
| 19-11-2003 | Осло              | Норвегія             | 0 – 3     | Іспанія           | Відбір до ЧЄ 2004    | -    |          |
| 31-3-2004  | Белград           | Сербія та Чорногорія | 0 – 1     | Норвегія          | товариський матч     | -    |          |
| 27-5-2004  | Осло              | Норвегія             | 0 – 0     | Уельс             | товариський матч     | -    |          |
| 18-8-2004  | Осло              | Норвегія             | 2 – 2     | Бельгія           | товариський матч     | -    |          |
| Усього     |                   | Матчів               | 76        |                   | Голів (5 місце)      | 23   |          |

## Досягнення та нагороди

### Бранн
- Віце-чемпіон Норвегії: 1997

### Челсі
- Володар Кубка Англії: 2000
- Володар Суперкубка Англії: 2000
- Володар Кубка Футбольної Ліги: 1998
- Володар Суперкубка УЄФА: 1998
- Володар Кубка Кубків УЄФА: 1998

### Рейнджерс
- Володар Кубка Шотландії: 2002
- Володар кубка шотландської ліги: 2002